# Akkoord van Graz
Het Akkoord van Graz was een militair verdrag dat werd getekend op 27 april 1992 door de Bosnische Kroaten (Mate Boban) van Herceg-Bosna en de Bosnische Serviërs (Radovan Karadžić) van de Servische Republiek in het Oostenrijkse Graz.
De ontmoeting in Graz vloeide voort uit de Bespreking van Karađorđevo die in maart 1991 was gevoerd door de Kroatische president Franjo Tuđman en de Servische president Slobodan Milošević en ging over de situatie in Kroatië en Bosnië en Herzegovina. Die bespreking leidde tot veel onrust onder Bosniërs, omdat in Bosnische kringen werd beweerd dat de twee leiders samenzwoeren om Bosnië en Herzegovina tussen Servië en Kroatië te verdelen, wat met het Akkoord van Graz de facto gebeurde.
Het Akkoord van Graz had tot doel het conflict tussen het Krijgsmacht van de Servische Republiek (VRS) en de Kroatische Defensieraad (HVO) te beperken en zodoende terrein te winnen op het grondgebied van Bosnië en Herzegovina van de Krijgsmacht van de Republiek Bosnië en Herzegovina (ARBiH)..
Sloveense Oorlog (1991) · Kroatische Oorlog (1991-95) · Bosnische Burgeroorlog (1992-95) · Kroatisch-Bosniakse Oorlog (1992-94) · Kosovo-oorlog (1998-99) · Operatie Allied Force (1999) · Conflict in de Preševo-vallei (2001) · Macedonisch conflict (2001)